# Kaiser Chiefs
Kaiser Chiefs — британський інді-рок-гурт з Лідсу, який сформувався 1996 року.

## Історія гурту
Майбутній фронтмен гурту Рікі Вілсон (Чарльз Річард Вілсон), народився 17 січня 1978 року в Кейлі, Західний Йоркшир («в день, коли  Джон Лайдон оголосив про вихід з Sex Pistols») і провів дитячі роки в містечку Ілклі. У віці 11 років він познайомився з Ніком Годжсоном (Ніколас Джеймс Годжсон, народився 20 жовтня 1977 року — в «день, коли Lynyrd Skynyrd загинули в авіакатастрофі»), Ніком Бейнсом і Саймон Ріксом (всі троє навчалися в Менстоні).
Після закінчення школи в 1996 році Рікс і Бейнс вступили до університету, але зв'язку з приятелями не втратили: всі четверо стали частими відвідувачами нічних клубів Brighton Beach і Move On Up, де познайомилися з гітаристом Ендрю Вайт. Об'єднані любов'ю до музики 60-х, панк-року і брітпопу, всі п'ятеро вирішили створити гурт: спочатку він називався Runston Parva (на честь йоркширського селища), потім просто Parva. Квінтет підписав контракт з Mantra Records (філією  Beggars Banquet), але лейбл, випустивши три сингли, збанкрутував. Восени 2003 року квінтет змінив назву на Kaiser Chiefs (на честь південноафриканського футбольного клубу, за який спочатку грав Лукас Радебе Лідс Юнайтед) , і випустила сингл Oh My God. Спочатку вийшов на незалежному лейблі  Drowned In Sound, сингл піднявся до 66-го місця у травні 2004 року. Перевипущенний в новій оранжировці продюсера  Стівена Стріт, в березні 2005 року Oh My God піднявся в першу десятку. Другим і третім хітами гурту стали I Predict A Riot і Everyday I Love You Less And Less. Записаний Стрітом та випущений в 2005 році альбом Employment отримав три нагороди Brit Awards.
Робота над другим альбомом Yours Truly, Angry Mob розпочалася в січні 2006 року. До літа основна маса матеріалу була закінчена: сингл Ruby і балада Try Your Best були додані в останній момент. Програмним треком став The Angry Mob, тема якого — «диктатура таблоїдів». Незадовго до його появи група вступила в конфлікт з пресою, що вигадала неіснуючий конфлікт між Kaiser Chiefs і Arctic Monkeys.
Другий альбом Yours Truly, Angry Mob був записаний у вересні-жовтні 2006 року в Hook End Studio Оксфордшір, вийшов у лютому 2007 року, піднявся до 1-го місця у Британії і до 45-го в США. Сингл Ruby, в свою чергу, став першим британським чарттоппером Kaiser Chiefs і був використаний в грі Guitar Hero III. Другим синглом альбому став Everything Is Average Nowadays (# 19, UK), третім — The Angry Mob (# 22), четвертим — Love's Not a Competition (But I'm Winning).
На Brit Awards 2008 (церемонія нагородження пройшла 20 лютого у лондонському Ерлс-корті) Kaiser Chiefs були номіновані в трьох категоріях (British group, Best single, Best live act, але поступилися — відповідно Arctic Monkeys і двічі Take That).
У жовтні 2008 року вийшов третій студійний альбом гурту Off With Their Heads.

## Склад
- Рікі Вілсон - головний вокал, перкусія (1996– теперішній час)
- Ендрю Вайт - гітарист, бек-вокал (1996– теперішній час)
- Саймон Рікс - бас-гітара, бек-вокал (1996– теперішній час)
- Нік "Пінат" Бейнс - клавіші/синтезатор, перкусія (1996– теперішній час)
- Віджей Містрі - ударні та перкусія (2013– теперішній час)

Колишні учасники
- Нік Годжсон - ударні та перкусія, бек-вокал, іноді вокал і акустична гітара (1996–2012)

## Цікаві факти
- Рікі Вілсон займається живописом і є шанувальником серіалу «Суто англійські вбивства». У 2008 році він підготував серію картин під загальним заголовком Nettles: це двадцять портретів актора  Джона Неттлза, виконавця головної ролі.
- 9 червня 2013 року група вперше виступила в Україні на фестивалі «Stare Misto» (Львів).

## Дискографія

### Студійні альбоми
- Employment — 7 березня 2005
- Yours Truly, Angry Mob — 26 лютого 2007
- Off With Their Heads — 13 жовтня 2008
- The Future is Medieval — 3 червня 2011
- Start the Revolution Without Me — 6 березня 2012 (тільки у США)
- Education, Education, Education & War — 31 березня 2014
- Stay Together — 7 жовтня 2016
- Duck — 26 липня 2019

### Збірка
- Souvenir: The Singles 2004–2012

### Міні-альбом
- Lap of Honour

## Сингли
| Рік  | Пісня                                           | UK сингл чарт | UK завантажений чарт | U.S. модерн рок | Альбом                 |
| ---- | ----------------------------------------------- | ------------- | -------------------- | --------------- | ---------------------- |
| 2004 | «Oh My God»                                     | #66           | -                    | -               | Employment             |
| 2004 | «I Predict a Riot»                              | #22           | -                    | -               | Employment             |
| 2005 | «Oh My God» (reissue)                           | #6            | #2                   | -               | Employment             |
| 2005 | «Everyday I Love You Less and Less»             | #10           | #13                  | -               | Employment             |
| 2005 | «I Predict a Riot» (reissue) / «Sink that Ship» | #9            | #6                   | #34             | Employment             |
| 2005 | «Modern Way»                                    | #11           | #27                  | -               | Employment             |
| 2007 | «Ruby»                                          | #1            | #1                   | #14             | Yours Truly, Angry Mob |
| 2007 | «Everything Is Average Nowadays»                | #19           | -                    | -               | Yours Truly, Angry Mob |
| 2007 | «The Angry Mob»                                 | #22           | -                    | -               | Yours Truly, Angry Mob |
| 2008 | «Never Miss a Beat»                             | #5            | -                    | -               | Off With Their Heads   |
| 2008 | «Good Days Bad Days»                            | #111          | -                    | -               | Off With Their Heads   |
| 2011 | «Little Shocks»                                 | #179          | -                    | -               | The Future Is Medieval |
| 2011 | «Man on Mars»                                   | -             | -                    | -               | The Future Is Medieval |